# Flugplatz Pirmasens

i7
i11
i13
Der Flugplatz Pirmasens (ICAO-Code: EDRP) ist ein deutscher Verkehrslandeplatz auf der Pottschütthöhe in der Nähe von Pirmasens. Er liegt in der ehemaligen Kontrollzone des damaligen Flughafens Zweibrücken und dient dem Flugsport sowie der allgemeinen Luftfahrt.
Der Platz ist für (Segel-)Flugzeuge, Helikopter und Ballone bis zehn Tonnen zugelassen und wird von drei Luftsportvereinen bedient.

## Geschichte
Der Luftsportverein Eßweiler nutzte den Flugplatz von 1954 bis 1963. Zum 5. Januar 1995 wurde der ICAO-Code von EDRZ in EDRP geändert.

## Fluggesellschaften und Ziele
Der Flugplatz wird nicht von Linienfluggesellschaften bedient.
Zu den Flugtagen gibt es jedoch regelmäßig Charterflüge der Ju-Air mit einer Ju 52 im Sinne von Überführungsflügen zum Segelfluggelände Bensheimer Stadtwiesen in Hessen und zum Militärflugplatz Dübendorf in der Schweiz.

## Belege
1. ↑  Jeppesen Sanderson Inc.: Bottlang Airfield Manual, BAM 94 A2, 29. November 1994